# Eufriesea mussitans
Eufriesea mussitans là một loài Hymenoptera trong họ Apidae. Loài này được Fabricius mô tả khoa học năm 1787.